# Route 307 (Nouvelle-Écosse)
Pour les articles homonymes, voir Route 307.
La route 307 est une route secondaire de la Nouvelle-Écosse d'orientation nord-sud située dans le nord-ouest de la province, dans le Comté de Cumberland, à l'ouest de Tatamagouche. Elle est une route faiblement empruntée, reliant les routes 4 et 6. De plus, elle mesure 19 kilomètres, et est une route asphaltée sur l'entièreté de son tracé.

## Tracé
La route 307 débute à Wentworth Centre, sur la route 4. Elle se dirige vers le nord pendant 9 kilomètres, suivant la rive est de la rivière Wallace, puis elle courbe légèrement vers le nord-est pour rejoindre la route 6 à Wallace, où elle se termine, près du Détroit de Northumberland.

## Communautés traversées
1. Wentworth Centre
2. Lower Wentworth
3. Six Mile Road
4. Wallace Station
5. Wallace